# Bicyclus aurivillii
Bicyclus aurivillii je leptir iz porodice šarenaca. Pronađen je u DR Kongu, Ugandi, Ruandi i Burundiju.

## Podvrste
- Bicyclus aurivillii aurivillii (na granici između DR Konga i Ugande)
- Bicyclus aurivillii kivuensis (Joicey & Talbot, 1924) (sjeveroistočni dio DR Konga, jugozapadna Uganda, Ruanda, Burundi)